# Багураев, Таус Садыкович
Таус (Тауз) Садыкович Багураев (чечен. Багурин Сирдикъан воӀ ТӀавус; род. 17 ноября 1964 года, Мекенская, Наурский район, ЧИАССР, — март 2000, Комсомольское, Урус-Мартановский район) — чеченский политический и военный деятель, бригадный генерал ВС ЧРИ, префект Наурского района (с конца октября 1998 года). Кавалер ордена ЧРИ «Честь нации».

## Биография
Таус Багураев родился 17 ноября 1964 года (по другим данным, в 1965 году) в селе Мекенская Наурского района ЧИАССР.
Являлся участником боевых действий на территории Чечни с начала Первой и до начального этапа второй чеченских войн.
Имел звание бригадного генерала (ЧРИ).
Считал себя патриотом. Был убежденным сторонником независимости Чечни и непримиримым в отношении России.
Пользовался доверием у президента ЧРИ Джохара Дудаева.
Был сторонником Шамиля Басаева и видел в нём героя и сильного человека.
Относился к суфийскому течению ислама и являлся одним из активных противников распространения идей салафизма в Чеченской Республике. Передвигался всегда в сопровождении охраны до 10 человек на автомобилях.
Был назначен командиром батальона в составе спецподразделения «Борз», которым командовал генерал Руслан Гелаев, затем вышел из подчинения Гелаева и перешёл к самостоятельным партизанским действиям. Затем возглавил Наурский батальон в составе Национальной Гвардии ЧРИ.
В 1995 году купил дом в населённом пункте Химой, где проживали его родственники. Пользовался поддержкой местного населения.
После гибели командира Вахи Дадашева и ранения Вахи Хамидова, Тауз возглавил их формирования в Шатойском районе Чеченской республики.
Во время войны Тауз тесно сотрудничал с командиром Шатойского полка ВС ЧРИ Балавди Белоевым, Шамилем Басаевым и начальником особого отдела Шаройского района Салманом Магомаевым.
После вывода федеральных войск с территории Чечни Таус был назначен главой администрации Наурского района независимой Чеченской Республики. В июне 1997 года указом Масхадова был снят с должности.
Погиб в марте 2000 года в ходе боев за село Комсомольское Урус-Мартановского района Чеченской Республики.
Кавалер ордена ЧРИ «Къоман Сий» («Честь Нации»).